# Marga Stipić
Marga Stipić (Tavankut, 2. studenoga 1913. - 30. ožujka 2007.), bila je naivna umjetnica u tehnici slame, slikarica i hrvatska književnica, pjesnikinja. Rodom je bačka Hrvatica. Slikala je kao samouka.

## Životopis
Marga Stipić rodila se u bačkom selu Tavankutu 1913. godine.  
U razdoblju od 1961. do 1970. godine naraslo je zanimanje za izradu slika i skulptura od slame. Kao takva se priključila Likovnoj koloniji Grupi Šestorice tavankutskog hrvatskog KUD-a Matija Gubec iste godine kad je ta osnovana, 1961. godine, zajedno s Cilikom Dulić su se uključile u rad te grupe. Marga Stipić i Mara Ivković Ivandekić su u toj Likovnoj sekciji započele svoj rad. U početku je slikala u tehnici ulja na platnu.
Još ožujka 1962. godine izlagala je na izložbi slikara amatera u Tavankutu.
Od 14. do 22. veljače 1965. godine imala je svoju izložbu, gdje je izložila svoje radove zajedno s još nekoliko naivnih umjetnica iz KUD-a Matija Gubec (slikarice naivke Cilika Dulić Kasiba, Kata Rogić, slamarke Ana Milodanović, Đula Milodanović, Teza Milodanović) i slikara amatera. Bilo je to u Subotici, a izložba se zvala Amateri i naivci - Tavankut. Zbog velike pozornosti koju su privukle i povoljnih ocjena kritičara i javnosti, slamarke više nisu morale izlagati zajedno sa slikarima, nego su od onda mogle izlagati samostalno. Do danas je djela izložila na preko 136 skupih izložba, a prvi put je samostalno izlagala 1993. godine.
Marga Stipić, sestre Milodanović Ana, Teza i Đula, Marija Ivković Ivandekić i ostale poznate pletilje predmeta od žitne slame (perlica, ornamenata i kruna) za proslave Dužijance te za katedralnu crkvu u Subotici i u mjesnim crkvama (u Đurđinu, Maloj Bosni, Tavankutu, Žedniku i drugim selima) prvo su radile etnografske predmete kao što su dijademe, krune, perlice i vjerski simboli, a poslije su prešle na izradu slika od slame.
S 1970. godinom izrađuje slike u tehnici slame. Nadahnuće za djela nalazila je u tradiciji bunjevačkih Hrvata, gdje se plelo slamu u svezi s žetvenom svečanošću Dužijancom (Dožejancom).
Pojavila se u poznatom dokumentarnom filmu Ive Škrabala Slamarke divojke iz 1970. godine, zajedno s Ružom Dulić (iz Tavankuta), Marijom Ivković Ivandekić (iz Đurđina), Katom Rogić (iz Đurđina), Anicom Balažević, Tezom Vilov (iz Bikova) i Ruškom Poljaković (iz Đurđina).
Nakon velikih političkih čistki za i nakon hrvatskog proljeća 1972. godine u kojima je uglednim članovima KUD-a Matija Gubec bio onemogućen rad (Stipan Šabić, Marko Vuković, Pero Skenderović, Naco Zelić, Ivan Balažević...), dolazi do promjena u radu KUD-a. Rad Likovne sekcije zastaje, a u izložbama nakon toga, izlažu se samo djela nastala poslije 1972. godine i to samo slikarica koje su radile u tehnici slame, dok su vrsne naivne slikarice bile zapostavljene, iako su djela tih članica KUD-a Matija Gubec (Marija Vojnić, Jela Cvijanov, Cilika Dulić Kasiba, Marga Stipić, Nina Poljaković i ost.) bile cijenjene u naivnom slikarstvu SFRJ; pretpostavlja se da su se Marga Stipić i Marija Vojnić zbog toga prebacile u potpunosti na slamarsku tehniku.
Bila je pripadnica skupine slikarica-slamarki koje su se 1980-ih aktivirale nakon dugogodišnjeg zamiranja aktivnosti Likovne sekcije. Osim nje, od obnoviteljica bile su i Anica Balažević, Matija Dulić, Marija Ivković Ivandekić, Rozalija Sarić, Kata Rogić i dr. Vremenom su im se pridružile i nove umjetnice. Godine 1986. Likovna sekcija prerasla je u Koloniju naive u tehnici slame. Sazivi tih kolonija su dodatno afirmirali Margu Stipić, Katu Rogić, Mariju Ivković Ivandekić, Rozaliju Sarić te već prije poznate kolegice, ali i nove članice kolonije.
1988. godine je objavila zbirku pjesama u Zagrebu. Osim toga, pjesme je objavljivala u periodici bačkih Hrvata, u Subotičkoj Danici i Bačkom klasju.

## Književni rad
- Moje tuge, Zagreb, 1988.[1]

## Vanjske poveznice
- HKPD Matija Gubec Tavankut  Arhivirana inačica izvorne stranice od 4. veljače 2014. (Wayback Machine) Marga Stipić s dijelom sudionika Kolonije naive u tehnici slame u Tavankutu 1986.
- HKPD Matija Gubec Tavankut  Arhivirana inačica izvorne stranice od 13. ožujka 2016. (Wayback Machine) Stranice posvećene prijašnjim članicama Likovne kolonije
- HKPD Matija Gubec Tavankut  Arhivirana inačica izvorne stranice od 4. veljače 2014. (Wayback Machine) Slika Marge Stipić: "Divenice", ulje na lesonitu, 1968.
- HKPD Matija Gubec Tavankut  Arhivirana inačica izvorne stranice od 3. veljače 2014. (Wayback Machine) Slika Marge Stipić: "Perlice", slama, 1987.
- HKPD Matija Gubec Tavankut  Arhivirana inačica izvorne stranice od 4. travnja 2016. (Wayback Machine) Slika Marge Stipić: "Kopač", slama, 1985.
- Galerija FER Juraj Baldani: 38. izložba - Izložba slika i predmeta primijenjene umjetnosti rađenih u tehnici slame, 22. travnja - 15. svibnja 2004.
- FUNERO[neaktivna poveznica] posmrtnica Marge Stipic